# 大衛·達曹·科芬拿
大衛·達曹·科芬拿 （法語：David Datro Fofana，2002年12月22日—）是一名科特迪瓦職業足球員，司職前鋒，現効力英超球隊車路士，並代表科特迪瓦參加國際比賽。

## 球會生涯

### 早期生涯
科芬拿的職業生涯起步於科特迪瓦球會阿比讓城，後於2019年外借到同市球會AFAD。科芬拿在AFAD的表現引起法國、比利時及挪威的球會關注。
2021年2月2日，莫迪宣布科芬拿以自由身加盟，合約為期四年。科芬拿於對陣賀芬咸的歐霸盃比賽中上演地標戰，並射入一球，協助球隊以3-3逼和對手。

### 車路士
2022年12月28日，車路士宣布與莫迪達成協議，科芬拿將於2023年1月1日正式轉會到車路士。
2023年1月8日，科芬拿於對陣曼城的足總盃比賽中首次為車路士後備上陣，球隊以4-0敗北。

#### 外借柏林聯
2023年7月11日，德甲球會柏林聯宣布借入科芬拿，為期一季。
2024年1月11日，車路士提早召回科芬拿。

#### 外借般尼
2024年1月13日，科芬拿被外借到英超球會般尼至季尾。同年2月3日，他在對陣富咸的比賽中中梅開二度，協助球隊以2-2逼和對手。

## 國家隊生涯
2019年9月22日，科芬拿於對陣尼日爾的非洲國家錦標賽外圍賽上演國家隊地標戰。2023年3月22日，科芬拿以隊長身分帶領科特迪瓦U23對陣摩洛哥U23的友誼賽，球隊以3-2擊敗對手。

## 生涯統計

### 球會
最後更新：2023年5月25日
| 效力球會      | 球季     | 聯賽     | 聯賽 | 聯賽 | 國家盃賽 | 國家盃賽 | 聯賽盃賽 | 聯賽盃賽 | 洲際賽事 | 洲際賽事 | 總計 | 總計 |
| 效力球會      | 球季     | 聯賽     | 上陣 | 入球 | 上陣     | 入球     | 上陣     | 入球     | 上陣     | 入球     | 上陣 | 入球 |
| ------------- | -------- | -------- | ---- | ---- | -------- | -------- | -------- | -------- | -------- | -------- | ---- | ---- |
| 莫迪          | 2021     | 挪超     | 18   | 0    | 3        | 1        | —        | —        | 5        | 1        | 26   | 2    |
| 莫迪          | 2022     | 挪超     | 24   | 15   | 5        | 3        | —        | —        | 10       | 4        | 39   | 22   |
| 莫迪          | 總計     | 總計     | 42   | 15   | 8        | 4        | 0        | 0        | 15       | 5        | 65   | 24   |
| 車路士        | 2022–23  | 英超     | 3    | 0    | 1        | 0        | 0        | 0        | 0        | 0        | 4    | 0    |
| 柏林聯 (外借) | 2023–24  | 德甲     | 5    | 0    | 1        | 0        | —        | —        | 1        | 0        | 7    | 0    |
| 般尼（外借）  | 2023–24  | 英超     | 15   | 4    | —        | —        | —        | —        | —        | —        | 15   | 4    |
| 生涯總計      | 生涯總計 | 生涯總計 | 65   | 19   | 10       | 4        | 0        | 0        | 16       | 5        | 91   | 28   |

1. ↑  其中三場歐霸盃，兩場歐協聯。
2. ↑  於歐霸盃賽事入球。
3. ↑  於歐協聯賽事上陣。
4. ↑  於歐聯賽事上陣。

### 國家隊
最後更新：2022年11月19日
| 代表國家隊 | 年份 | 上陣 | 入球 |
| ---------- | ---- | ---- | ---- |
| 科特迪瓦   | 2022 | 3    | 0    |
| 總計       | 總計 | 3    | 0    |

## 榮譽

### 球會
莫迪
- 挪威超級足球聯賽：2022（英语：2022 Eliteserien）
- 挪威盃：2021–22（英语：2021-22 Norwegian Cup）

## 外部連結
- Soccerway資料庫：大衛·達曹·科芬拿